# راهجرد
راهجرد روستایی است از توابع بخش سلفچگان شهرستان قم در استان قم ایران. این روستا در ۸۵ کیلومتری شمال شرقی اراک واقع است سال های تاسیس این روستا به دوره اشکانیان بازمیگردد و در دوره ساسانیان مخصوصا یزدگرد شاه ساسانی به اوج پیشرفت رسید و یکی از پایتخت های فصلی او بوده است و محل اصلی شکارگاهی شاه ساسانی که یکی از بزرگترین اتشکده های تاریخی ایران باستان در این روستا وجود داشته ولی به دلیل حمله اعراب و عدم رسیدگی در ادوار گذشته پس از اسلام کاملا نابود شده و اکنون اثری از ان نیست جز محدوده و وسعت اتشکده .

## جمعیت
این روستا در دهستان راهجرد شرقی قرار دارد و براساس سرشماری مرکز آمار ایران در سال ۱۳۸۵، جمعیت آن ۱۰۰۰ نفر (۴۱۰ خانوار) بوده‌است.